# Jahy-sama wa Kujikenai!
Jahy-sama wa Kujikenai! (ジャヒー様はくじけない！ Jahī-sama wa Kujikenai!?, lit. ¡La Gran Jahy no será vencida!), también conocida como The Great Jahy Will Not Be Defeated! en inglés, es una serie de manga de comedia japonesa escrita e ilustrada por Wakame Konbu. Ha sido serializada en la revista de manga Gekkan Gangan Joker de Square Enix desde agosto de 2017, y ha sido compilada hasta el momento en diez volúmenes tankōbon. En Norteamérica, el manga tiene licencia en inglés de Square Enix Manga & Books. Una adaptación de la serie a anime producido por el estudio Silver Link se estrenó el 1 de agosto de 2021 en el bloque de programación ANiMAZiNG!!! de ABC y TV Asahi y finalizó el 18 de diciembre de 2021 con un total de 20 episodios

## Argumento
Jahy, la temida y respetada gobernante número dos del Reino de los Demonios, de repente se encuentra impotente y encogida en el mundo humano después de que una chica mágica destruye un poderoso cristal de maná, que también destruye su reino natal. El manga sigue a Jahy y su vida diaria mientras aprende a vivir en su nuevo entorno mientras trabaja para restaurar su forma original, el cristal de poder y el Reino de los Demonios.

## Personajes
Jahy (ジャヒー Jahī?)
Seiyu: Naomi Ōzora, Nycolle González (español latino)
Jahy es la antigua ayudante del Rey Demonio y segunda al mando del Reino de los Demonios que ahora vive en el mundo humano después de que el Reino de los Demonios pereció. Su objetivo es encontrar gemas místicas, restaurar su mundo natal y su cuerpo original, que se encuentra en un estado infantil después de que una chica mágica destruyera un cristal mágico, dejándola impotente. Aunque lucha por adaptarse a su nuevo entorno y su estado actual, sigue siendo segura, vigorosa y ambiciosa.
Druj (ドゥルジ Duruji?)
Seiyu: Kana Hanazawa, María José Guerrero (español latino)
Una antigua subordinada de Jahy que se conoce con el nombre de Dojima (堂島 Dōjima?)  en el mundo humano. Ella es la presidenta de una empresa de consultoría. Mientras Jahy vive en la miseria en un edificio de apartamentos en decadencia, ella vive elegantemente en un condominio de gran altura.
Gerente (店長 Tenchō?)
Seiyu: Ai Kayano, Lupita Leal (español latino)
Ella administra una taberna llamada "Izakaya Maō" (居酒屋まおう?  lit. Taberna del Rey Demonio), donde actualmente trabaja Jahy. Ella es muy amigable con Jahy y le da el apodo de "Hy-chan." (ひーちゃん Hī-chan?).
Chica mágica (魔法少女 Mahō shōjo?) / Kyōko Jingū (神宮 きょうこ Jingū Kyōko?)
Seiyu: Sumire Uesaka, Karina Altamirano (español latino)
La chica mágica que destruyó el mundo natal de Jahy, que trabaja en la misma taberna que ella. Originalmente era una chica normal de secundaria, pero se propuso como una chica mágica para salvar a otros después de que una luz misteriosa le otorgó una misión. Como resultado de recolectar los mismos cristales de maná que Jahy, experimenta episodios regulares de increíble mala suerte.
Saurva (サルワ Saruwa?)
Seiyu: Mikako Komatsu, Dafne Gallardo (español latino)
Una chica que apunta a tomar el lugar de Jahy como la gobernante número dos del Reino de los Demonios. Aunque tiene un gran talento para inventar y planificar estrategias, es descuidada y sus estrategias siguen fallando.
Casera (大家 Ōya?) / Ryou (涼 Ryō?)
Seiyu: Yōko Hikasa, Andrea Soto (español latino)
Dueña del apartamento donde vive Jahy y hermana de la gerente de la taberna. Constantemente molesta a Jahy por el alquiler y, aunque se preocupa por ella de alguna forma, tiene una actitud demasiado tsundere. Como su hermana, le da un apodo a Jahy llamándola "Ja-ko." (ジャー子 Jā-ko?).
Kokoro (こころ?)
Seiyu: Yui Ogura, Susana Moreno (español latino)
Una estudiante de primaria que ayuda a Jahy en su búsqueda para encontrar las gemas místicas.
Su (スー Sū?)
Seiyu: Akari Kitō
Es la falsa antagonista de la serie. Ella es el misterioso ser de luz responsable de convertir a Kyoko Jingu en una chica mágica y de quitarle todos los cristales de maná a los demonios.

## Media

### Manga
Originalmente la serie comenzó como un one-shot en marzo de 2017, y Square Enix lo serializó en su revista mensual Gekkan Gangan Joker desde agosto del mismo año. Hasta el momento la serie se ha compilado en diez volúmenes tankōbon, comenzando con el primer volumen lanzado el 22 de febrero de 2018. En Norteamérica, el manga es publicado por la división Manga & Books de Square Enix. El primer volumen estaba originalmente programado para lanzarse en septiembre de 2020, pero tuvo que retrasarse debido a la pandemia de COVID-19. La fecha de lanzamiento se cambió al 27 de julio de 2021.
| Volúmenes de manga publicados | Volúmenes de manga publicados | Volúmenes de manga publicados                                                      |
| Número                        | Fecha de publicación          | ISBN                                                                               |
| ----------------------------- | ----------------------------- | ---------------------------------------------------------------------------------- |
| 1                             | 22 de febrero de 2018         | ISBN 978-4-7575-5634-8                                                             |
| 2                             | 21 de abril de 2018           | ISBN 978-4-7575-5697-3                                                             |
| 3                             | 22 de octubre de 2018         | ISBN 978-4-7575-5885-4                                                             |
| 4                             | 22 de abril de 2019           | ISBN 978-4-7575-6023-9                                                             |
| 5                             | 21 de septiembre de 2019      | ISBN 978-4-7575-6209-7                                                             |
| 6                             | 22 de abril de 2020           | ISBN 978-4-7575-6617-0                                                             |
| 7                             | 20 de julio de 2021           | ISBN 978-4-7575-7104-4 (edición regular) ISBN 978-4-7575-7281-2 (edición especial) |
| 8                             | 22 de diciembre de 2021       | ISBN 978-4-7575-7637-7                                                             |
| 9                             | 21 de octubre de 2022         | ISBN 978-4-7575-8212-5                                                             |
| 10                            | 21 de septiembre de 2023      | ISBN 978-4-7575-8804-2                                                             |

### Anime
Una adaptación de la serie a anime se anunció el 16 de abril de 2021. La serie es animada por el estudio Silver Link y dirigida por Mirai Minato, con Michiko Yokote supervisando los guiones de la serie, Saori Nakashiki diseñando personajes y sirviendo como director de animación en jefe, y Kōji Fujimoto y Osamu Sasaki componiendo la música. Se estrenó el 1 de agosto de 2021 en ABC y TV Asahi en el bloque de programación ANiMAZiNG!!!. El tema de apertura es "Fightin★Pose", interpretado por Yui Ogura, mientras que el tema final es "Tsumari wa Itsumo Kujikenai!" (つまりはいつもくじけない！ lit. En otras palabras, siempre estoy invicta!?), interpretado por NEGI☆U, unidad de VTubers afiliadas a Hololive Producción, las cuales son Minato Aqua, Oozora Subaru, y Momosuzu Nene. Crunchyroll obtuvo la licencia de la serie fuera de Asia. Plus Media Networks Asia obtuvo la licencia de la serie en el sudeste asiático y la lanzará en Aniplus Asia.
El 29 de septiembre de 2022, Crunchyroll anunció que la serie recibió un doblaje en español latino, que se estrenó el 20 de octubre.
| # | Título | Estreno                  |
| --- | --- | ------------------------ |
| 1 | «¡La gran Jahy no puede volver!» «Jahī-sama wa Modorenai!» (ジャヒー様はもどれない！)                      | 1 de agosto de 2021      |
| Jahy era la número 2 del Reino Oscuro, temida por todos y podersa, pero tras la derrota del reino ante una desconocida, Jahy acaba en el mundo humano, convertida en una niña y sin poderes. Si quiere restaurar el Reino Oscuro necesitará recuperar todos los pedazos del Cristal de Maná, pero... ¡como humana debe trabajar para sobrevivir! | |                          |
| 2 | «¡La señorita no lo cuestiona!» «Duruji Jō wa Utagawanai!» (ドゥルジ嬢は疑わない！)                        | 8 de agosto de 2021      |
| Jahy intenta encontrar cristales de maná, pero a quien se encuentra es a una antigua sirvienta del Reino Oscuro que... ¡vive mucho mejor que ella! ¡Maldita! | |                          |
| 3 | «¡La gran Jahy no puede alardear!» «Jahī-sama wa Jiman Dekinai...» (ジャヒー様は自慢できない…)             | 15 de agosto de 2021     |
| Jahy está emocionada por haber encontrado un gran cristal de maná, así que intenta presumírselo a la gerente y luego a Druj, ¡pero sale mal! Todo empeora cuando Druj descubre que trabaja como mesera en un izakaya. | |                          |
| 4 | «¿Saurva no falla?» «Saruwa-san wa Nukarinai?» (サルワさんはぬかりない?)                                   | 29 de agosto de 2021     |
| Aparece en escena Saurva, rival de Jahy en el Reino Oscuro por el segundo puesto, y tiene un malvado plan para echar por tierra la reputación de Jahy. | |                          |
| 5 | «¡¿La gran Jahy no es sospechosa?!» «Jahī-sama wa Ayashikunai!?» (ジャヒー様は怪しくない!?)                | 5 de septiembre de 2021  |
| Los problemas no acaban para Jahy, y en este episodio los tiene con la policía y con los resfriados. Ah, y además aparece una enemiga mortal... | |                          |
| 6 | «La gran Jahy no tiene oportunidad de ganar» «Jahī-sama wa Katesō mo nai...» (ジャヒー様は勝てそうもない…) | 12 de septiembre de 2021 |
| Con la aparición de la chica mágica, Jahy vive constantemente con miedo. ¿Le robará sus cristales de maná? ¿La destruirá? | |                          |
| 7 | «La gran Jahy no está jugando» «Jahī-sama wa Asobanai!» (ジャヒー様は遊ばない！)                           | 19 de septiembre de 2021 |
| La jefa de Jahy necesita ponerse a dieta y hacer ejercicio, así que pide a Jahy que la acompañe. Luego Jahy sigue su búsqueda de los cristales y acabará relacionándose con unos niños. | |                          |
| 8 | «La gran Jahy no se puede bañar» «Jahī-sama wa Ofuro ni Hairenai!» (ジャヒー様はお風呂に入れない！)        | 26 de septiembre de 2021 |
| Vivir en un apartamento sin baño es terrible, pero cuando la jefa invita a Jahy a una casa de baños... | |                          |
| 9 | «Saurva no se siente aliviada» «Saruwa-san wa Iyasarenai...» (サルワさんは癒されない…)                     | 3 de octubre de 2021     |
| Saurva intenta vengarse de Jahy, pero esta sigue sin reconocerla apenas y siempre acaba arruinándole los planes sin querer e incluso molestándola más. Pero Jahy tiene su propia némesis: la chica mágica, a quien teme tanto que pone trampas en su casa.                                                                                       | |                          |
| 10 | «La chica mágica no puede perder» «Mahō Shōjo wa Makerarenai!» (魔法少女は負けられない！)                  | 10 de octubre de 2021    |
| Mientras Jahy sigue intentando reunir los cristales de maná, la sombra de la antigua vida de su dueño comienza a tomar su control. | |                          |
| 11 | «La casera no puede volver a su casa» «Ōya wa Kaerenai...» (大家は帰れない…)                               | 17 de octubre de 2021    |
| Jahy intentará cultivar unos tomates, pero su forma de criar una planta... Luego la casera discute con su hermana y acaba de arrimada en casa de Jahy. | |                          |
| 12 | «Kokoro no traiciona» «Kokoro-chan wa Uragiranai?» (こころちゃんは裏切らない？)                            | 24 de octubre de 2021    |
| Jahy encuentra un cristal de maná en plena calle, pero ¿es una trampa de la chica mágica? Luego saldrá a buscar más cristales con Kokoro, a quien tiene mucho cariño, y Saurva intentará atacarla con una poción terrorífica. | |                          |
| 13 | «La señorita Druj no está satisfecha» «Duruji Jō wa Yorokobanai!» (ドゥルジ嬢は悦ばない！)                 | 31 de octubre de 2021    |
| Jahy acaba yendo a la playa con su casera y la jefa para ayudar a su tío en un puesto de la playa, pero la mala suerte parece haberse apodado del lugar, ¡y eso es señal de que hay un cristal de maná cerca! Luego Jahy se encontrará con Druj, quien extraña a la Jahy cruel que la despreciaba en el Reino Oscuro.                            | |                          |
| 14 | «La chica mágica no va a pelear» «Mahō Shōjo wa Tatakawanai!» (魔法少女は戦わない!)                        | 7 de noviembre de 2021   |
| Armada con sus fragmentos de cristal de maná, Jahy lucha contra Kyouko, quien finalmente se ofrece a renunciar a todos sus cristales de maná con la condición de que Jahy sea su amiga. | |                          |
| 15 | «¡La jefa no se puede decidir!» «Tenchō wa Kimerarenai!» (店長は決められない!)                             | 14 de noviembre de 2021  |
| Jahy sigue lidiando con su nueva amistad con la chica mágica y solo le quedan Kokoro y el Izakaya como vías de escape, pero... | |                          |
| 16 | «¡La Rey Demonio no se contiene!» «Maō-sama wa Enryo Shinai!» (魔王様は遠慮しない!)                        | 21 de noviembre de 2021  |
| Druj y Jinguu están obsesionadas con Jahy, pero ¿cuál es más digna de servirla? Tendrán que competir para descubrirlo. Pero Jinguu vive con la Rey Demonio, aunque... ¿cómo puede ser tan importante si solo come y holgazanea? | |                          |
| 17 | «¡La gran Jahy no puede dormir!» «Jahī-sama wa Nemurenai...» (ジャヒー様は眠れない...)                     | 28 de noviembre de 2021  |
| Jahy está preocupada porque no recupera sus poderes pese a reunir muchos cristales, y entonces descubre la respuesta: no descansa bien ¡por culpa del futón! Hora de comprar uno nuevo. Mientras, Druj decide que es hora de ir a visitar a Jahy a ¿su local?                                                                                    | |                          |
| 18 | «¡Saurva es invencible!» «Saruwa-san wa Yaburenai!» (サルワさんは敗れない!)                                | 5 de diciembre de 2021   |
| Cubierta con un nuevo poder, Saurva se prepara para enfrentarse a Jahy y derrotarla por fin, pero ¿Jahy no la recuerda? ¿Y qué es ese ser de luz que le dio los poderes? ¿Qué relación tiene con la chica mágica? | |                          |
| 19 | «¡¿La Rey Demonio no tiene piedad?!» «Maō-sama wa Yōshanai!?» (魔王様は容赦ない!?)                         | 12 de diciembre de 2021  |
| Jahy ha mejorado en la cocina y de repente un comentario le despierta una idea: ¡abrir su propio local! Pero mientras, la luz misteriosa que la persigue ataca a uno de sus seres más queridos del mundo humano. | |                          |
| 20 | «¡La gran Jahy no será derrotada!» «Jahī-sama wa Kujikenai!» (ジャヒー様はくじけない！)                    | 19 de diciembre de 2021  |
| Llega el festival del distrito comercial, y aunque Jahy y el resto de habitantes del Reino Oscuro quieran volver a su mundo, se han acomodado demasiado al mundo humano, donde son felices. | |                          |